# Thomas Walsh
Pour les articles homonymes, voir Walsh.
Ne doit pas être confondu avec Tomas Walsh.
Œuvres principales
- Midi, gare centrale (1950)
- Ronde de nuit (1952)

Thomas Walsh (New York, État de New York, 19 septembre 1908 - Danbury, Connecticut, 21 octobre 1984) est un écrivain américain, auteur de nombreux romans policiers.

## Biographie
Après des études à l'université Columbia, Thomas Walsh déménage à Baltimore, où il est reporter au Sun. Pour arrondir ses fins de mois, il entreprend d'écrire des nouvelles policières pour des pulps, tel Black Mask, et pour des publications réputées : Good Housekeeping, Collier's, The Saturday Evening Post. Il se bâtit dès lors une solide réputation de nouvelliste, un genre qu'il a toujours préféré et qu'il ne délaissera jamais. Plusieurs de ses nouvelles seront adaptées à la télévision.
En 1950, pendant la convalescence d'une longue maladie, il achève son premier roman, Midi, gare centrale, un suspense adapté au cinéma dès sa parution sous le titre Union Station par Rudolph Maté, avec William Holden, Nancy Olson et Barry Fitzgerald. Son roman suivant, Ronde de nuit, publié en 1952, est la source d'inspiration du film Pushover par Richard Quine, avec Fred MacMurray, Kim Novak et Dorothy Malone. Ses deux succès le poussent à poursuivre la publication de romans, près d'une dizaine, jusqu'en 1968. Après cette date, il reste uniquement fidèle à la nouvelle, sa production paraissant pour l'essentiel dans les pages du Ellery Queen's Mystery Magazine.
Il meurt en 1984.

## Œuvre

### Romans
- Nightmare in Manhattan (1950) Publié en français sous le titre Midi, gare centrale, Paris, Éditions Mondiales, coll. Basilic rouge no 14, 1952 ; réédition, Paris, Ditis, coll. La Chouette no 14, 1955 ; réédition, Paris, J'ai lu no 85, 1969 ; réédition, Paris, Néo, coll. Le Miroir obscur no 12, 1980 ; réédition, Paris, Eurédif, coll. Playboy no 34, 1984 ; réédition, Paris, Librairie des Champs-Élysées, coll. Le Masque no 1872, 1987
- The Night Watch (1952) Publié en français sous le titre Ronde de nuit, Paris, Gallimard, Série noire no 161, 1953 ; réédition, Paris, Gallimard, La Poche noire no 93, 1969 ; réédition, Paris, Gallimard, Carré noir no 364, 1980
- The Dark Window (1956) Publié en français sous le titre Réservation pour un meurtre, Paris, Dupuis, coll. Mi-nuit no 4, 1966
- Dangerous Passenger (1959)
- The Eye of the Needle (1961) Publié en français sous le titre L'Interrogatoire, Paris, Presses de la Cité, coll. Un mystère no 652, 1963
- A Thief in the Night (1962)
- To Hide a Rogue (1964) Publié en français sous le titre Cheval de retour, Paris, Gallimard, Série noire no 961, 1965
- The Tenth Point (1965)
- The Resurrection Man (1966)
- The Face of the Enemy (1966)
- The Action of the Tiger (1968)

### Nouvelles
- Garden Song after Roger Miles (1904)
- War (1916)
- Saint Francis to the Birds (1916)
- Double Check (1933)
- Tip on the Gallant (1933)
- Guns of Gannett (1933)
- Break-Up (1934) Publié en français sous le titre Rupture, Paris, Opta, Mystère magazine no 289, mars 1972
- The Harrington Case ou Best Man (1934) Publié en français sous le titre Le Grain de sable, Paris, Fayard, Le Saint détective magazine no 74, avril 1961
- Hard Guy ou Framed in Fire (1935) Publié en français sous le titre Un dur, Paris, Opta, Mystère magazine no 64, mai 1953
- Husk (1935)
- The Silver Beast (1935)
- Death Can Come Hard (1935)
- Homecoming (1936) Publié en français sous le titre Retour au bercail, Paris, Opta, Mystère magazine no 188, septembre 1963
- Poor Little Rich Kid ou The Boy on the Train (1936) Publié en français sous le titre Jambière de peau et rodéo, Paris, Opta, Mystère magazine no 264, février 1970
- Diamonds Mean Death (1936)
- Night Call (1936)
- Callahan's Revenge ou Callahan in Buttons (1936) Publié en français sous le titre Sous l'uniforme, Paris, Opta, Mystère magazine no 124, mai 1958 ; réédition dans L'Anthologie du Mystère no 4, 1964
- Murder Twist (1936)
- A Flame at Night (1936)
- Woman Expert (1937)
- The Good Prospect (1937) Publié en français sous le titre Un client sérieux, Paris, Opta, Mystère magazine no 44, septembre 1951 ; réédition sous le titre Un client qui promet dans Histoires de machinations, Presses Pocket no 3232, 1990
- The Visiting Corpse (1937)
- I Killed John Harrington ou Light in Darkness (1937) Publié en français sous le titre Lumière dans la nuit, Paris, Opta, Mystère magazine no 131, décembre 1958
- Showdown ou Always a Stranger (1937) Publié en français sous le titre À jamais étranger, Paris, Opta, Mystère magazine no 149, juin 1960
- Bargain (1938)
- Hot Money (1938)
- The Night Calhoon Was Off Duty (1938) Publié en français sous le titre Une nuit mouvementée, Paris, Opta, Mystère magazine no 117, octobre 1957
- Women - Pests or Poison (1938) Publié en français sous le titre Quel poison, les femmes !, Paris, Opta, Mystère magazine no 139, août 1959
- The Second Chance (1939) Publié en français sous le titre La Seconde Chance, Paris, Opta, Mystère magazine no 138, juillet 1959
- Before the Acts (1939) Publié en français sous le titre Dans la chambre forte, Paris, Opta, Mystère magazine no 95, décembre 1955
- Always Open and Shut ou Stick-Up (1939) Publié en français sous le titre Du tout cuit, Paris, Opta, Mystère magazine no 134, mars 1959
- You Can't Change Sides ou The Key (1939) Publié en français sous le titre De l'autre côté de la barricade, Paris, Opta, Mystère magazine no 111, avril 1957
- Terror in the Heart ou Pigeon (1939) Publié en français sous le titre La Peur au ventre, Paris, Opta, Mystère magazine no 137, juin 1959
- A Chump To Hold the Bag Gavegan's Choice (1940) Publié en français sous le titre Les Pots cassés, Paris, Opta, Mystère magazine no 147, avril 1960
- On Life to Live (1940)
- Will You Always Be Helping Me ? ou Boy from Home (1940) Publié en français sous le titre La Demoiselle du 1449, Paris, Opta, Mystère magazine no 144, janvier 1960
- Ed Mahoney's Boy (1940) Publié en français sous le titre Le Vrai Père, Paris, Opta, Mystère magazine no 196, mai 1964
- Three O'Clock Alarm ou Night Alarm (1940) Publié en français sous le titre Ronde de nuit, Paris, Opta, Mystère magazine no 172, mai 1962
- In Line of Duty (1941) Publié en français sous le titre Dans l'exercice de ses fonctions, Paris, Fayard, Le Saint détective magazine no 7, septembre 1955
- The Maloney Cast (1941)
- The Blond Nurse (1941) Publié en français sous le titre Le Gouvernante blonde, Paris, Fayard, Le Saint détective magazine no 10, décembre 1955
- Danger in the Shadows (1941) Publié en français sous le titre Danger dans l'ombre, Paris, Opta, L'Anthologie du mystère no 5, 1964
- Stranger in the Park (1941) Publié en français sous le titre L'Inconnu du parc, Paris, Opta, Mystère magazine no 77, juin 1954
- Journey by Night (1942)
- Objective for McNulty (1942)
- Enemy Agent (1943)
- The Bride and the Delehanty (1943)
- The Hunter (1943)
- The Cut of the Cloth (1943)
- Once Over, Not Too Lighty ou A Name for Baby (1943) Publié en français sous le titre Un nom de baptême, Paris, Fayard, Le Saint détective magazine no 4, juin 1955 Publié en français dans une autre traduction sous le titre Un nom pour le bébé, Paris, Fayard, Le Saint détective magazine no 38, avril 1958 Publié en français dans une autre traduction sous le titre À la tondeuse, Paris, Opta, Mystère magazine no 153, octobre 1960
- Getaway Money (1943) Publié en français sous le titre Une poire pour la soif, Paris, Opta, Mystère magazine no 40, mai 1951
- I'll Quit the Cops (1944)
- The Deadliest Profession (1944)
- Speak to Me of Love (1944)
- Girl in Danger ou A Girl Like Miss Henesie (1945) Publié en français sous le titre Une fille en danger, Paris, Opta, Mystère magazine no 155, décembre 1960
- Dark Face (1945)
- Rest Cure (1945)
- Peaceful in the Country (1946) Publié en français sous le titre Une paisible petite ville, Paris, Fayard, Le Saint détective magazine no 19, septembre 1956
- Cops Must Be Tough (1946)
- Behind Locked Doors (1946)
- Campaign Special (1947)
- Margaretta and the Peeping Cop (1947)
- Through the Night (1947)
- Entrapment (1948)
- The Tattletale Wires (1948)
- Sentence of Death (1948) Publié en français sous le titre Condamnation à mort dans Les Meilleures Histoires de suspense, anthologie présentée par Alfred Hitchcock, Paris, Robert Laffont,1962
- Hospital Nightmare (1948)
- Man Trap (1948)
- The Killer Wore a Badge (1951)
- Girl in Car 32 (1953)
- Reservation for Murder (1956)
- Murder on Order (1957)
- Street of Fear (1957)
- Killer at Large (1957)
- Bomb Scare (1957)
- Manhattan Castawa (1957)
- Cop on the Prowl (1957) Publié en français sous le titre Un revolver désarmant, Paris, Opta, Mystère magazine no 176, septembre 1962
- Dear Lady (1958) Publié en français sous le titre Chère demoiselle, Paris, Opta, Mystère magazine no 126, juillet 1958
- Motel Weekend (1959)
- Front Page Story (1959)
- Lady Cop (1959) Publié en français sous le titre La Femme flic, Paris, Opta, Mystère magazine no 197, juin 1964
- Dangerous Bluff (1960)
- Cop with Camera Eyes (1961)
- Cop Killer (1962)
- Double Cross in Compartment C (1963)
- Fall Guy (1976)
- The Dead Past (1977)
- The Killer Instinct (1977)
- Mr. Bountiful (1977)
- Chance after Chance (1977) Publié en français sous le titre Une chance après l'autre dans Histoires sidérantes, Presses Pocket no 1821, 1982
- The Sacrificial Goat (1978)
- Stakeout (1978)
- The Closed Door (1978)
- The Last of the Rossiters (1978)
- Killer Bill (1978)
- The Long Dark Street (1978)
- The Stillness at 3:25 (1979)
- Paul Broderick's Man (1979)
- The Mayhew Job (1979)
- A Hell of a Cop (1979)
- Looking Out for Number One (1979)
- Old Killeen's Promise (1980)
- The Way it Looks (1980)
- Born Gambler (1980)
- Leon's Last Job (1981)
- The Dead Past (1982)
- Meek-as-a-Mouse McCabe (1982)
- Sitting Duck (1982)

## Prix et distinctions
- Edgar du meilleur premier roman 1951 pour Midi, gare centrale
- Inner Sanctum Mystery Prize en 1961 pour L'Interrogatoire
- Edgar de la meilleure nouvelle 1978 pour Une chance après l'autre